# Sternwarte Pianoro
Die Sternwarte Pianoro (Osservatorio astronomico di Pianoro) ist das private Observatorium des italienischen Amateurastronomen Vittorio Goretti in Pianoro südlich von Bologna. Ihre geografische Lage beträgt 11° 20' 35" östliche Länge und 44° 23' 29,6" nördliche Breite, 180 m ü. NN. Sie ist unter dem IAU code 610 registriert.
Die Ausrüstung besteht aus einem 25-cm f/6.3 Schmidt-Cassegrain-Teleskop mit angeschlossener CCD-Kamera.